# Glomera angiensis
Glomera angiensis är en orkidéart som beskrevs av Johannes Jacobus Smith. Glomera angiensis ingår i släktet Glomera och familjen orkidéer. Inga underarter finns listade i Catalogue of Life.